# Teatro Paiol
El Teatro Paiol (en portugués paiol significa polvorín) es un espacio cultural y auditorio para teatro y espectáculos musicales localizado en la ciudad brasileña de Curitiba, capital del estado de Paraná.
Es una construcción circular, construida en 1874, y anteriormente utilizada por el Ejército Brasileño como arsenal de pólvora y municiones. Después de su desactivación, la municipalidad de Curitiba lo transformó en un espacio cultural y escénico, inaugurando el Teatro Paiol el 27 de diciembre de 1971.
Las características originales de construcción fueron preservadas. El antiguo polvorín fue convertido, con el proyecto arquitectónico de Abrão Assad, en un auditorio para 225 espectadores.
La inauguración del espacio contó con la presencia de los artistas Toquinho, Marília Medalha y Vinícius de Moraes, que bautizó el espacio con una dosis de whisky y compuso en su homenaje la canción Paiol de Pólvora.
El Teatro Paiol está localizado en Largo Professor Guido Viaro s/nº, en el barrio de Prado Velho.